# هنك فان إيسن
هنك فان إيسن (بالهولندية: Henk van Essen)‏ (5 فبراير 1909 – 23 ديسمبر 1968) هو سبّاح هولندي راحل، مثّل بلاده في الألعاب الأولمبية الصيفية 1928.

## روابط خارجية
هنك فان إيسن على موقع أوليمبيديا (الإنجليزية)